# Fedor Flinzer

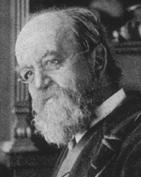
Fedor Flinzer

Fedor Alexis Flinzer (Reichenbach, Vogtland, Sajonia, 4 de abril de 1832 - Leipzig, 14 de junio de 1911) fue un pintor y dibujante alemán.

## Biografía
Estudió en la Academia de Dresde durante diez años, tiempo durante el que realizó numerosos cuadros al óleo y frescos. Su obra pictórica incluye como trabajos más sobresalientes la colaboración en las pinturas al fresco de la fachada principal de la capilla católica de Dresde, una serie de grandes dibujos a la pluma sobre motivos clásicos, unas 50 pinturas al óleo, entre ellas un friso de 40 x 1 m, y escenas de la vida de los animales. En 1859 fue contratado como profesor de dibujo por el Realgymnasium de Chemnitz, donde fundó la asociación Kunsthütte ("Cabaña del Arte"). En 1873 fue nombra inspector de dibujo por el Gobierno. Al margen de su actividad de creación artística, ejerció de crítico y pedagogo de arte, faceta a la que corresponden varios libros suyos.

## Obras

### Pinturas, dibujos, grabados
- Frescos del patio de la Escuela de Tejidos de Chemnitz

### Libros
- Frau Kätzchen, Chemnitz 1870 (libro ilustrado; con Emma Hilgenfeld)
- Lehrbuch des Zeichenunterrichts, Bielefeld/Leipzig 1876 (libro técnico)
- Jugendbrunnen, Berlín 1883 (libro ilustrado; reimpresión 1990)
- Poquito á poco, Barcelona 1885 (libro ilustrado; con Anna Herding)
- König Nobel, Breslau 1886 (libro ilustrado; con Julius Lohmeyer; reimpresión 1979)
- Nuevas fábulas, Barcelona 1886 (libro ilustrado; con Felipe Jacinto Sala)
- Jahresberichte über das höhere Schulwesen, Berlín 1886 ss. (con recensiónes de Fedor Flinzer; editor Conrad Rethwisch)
- Eine Tierschule in Bildern, Breslau 1891 (libro ilustrado; con Victor Blüthgen; reimpresión 1979)
- Struwwelpeter der Jüngere, Stuttgart 1891 (libro ilustrado; con Johannes Trojan)
- Der Tanz, Leipzig 1893 (libro ilustrado)

## Galería

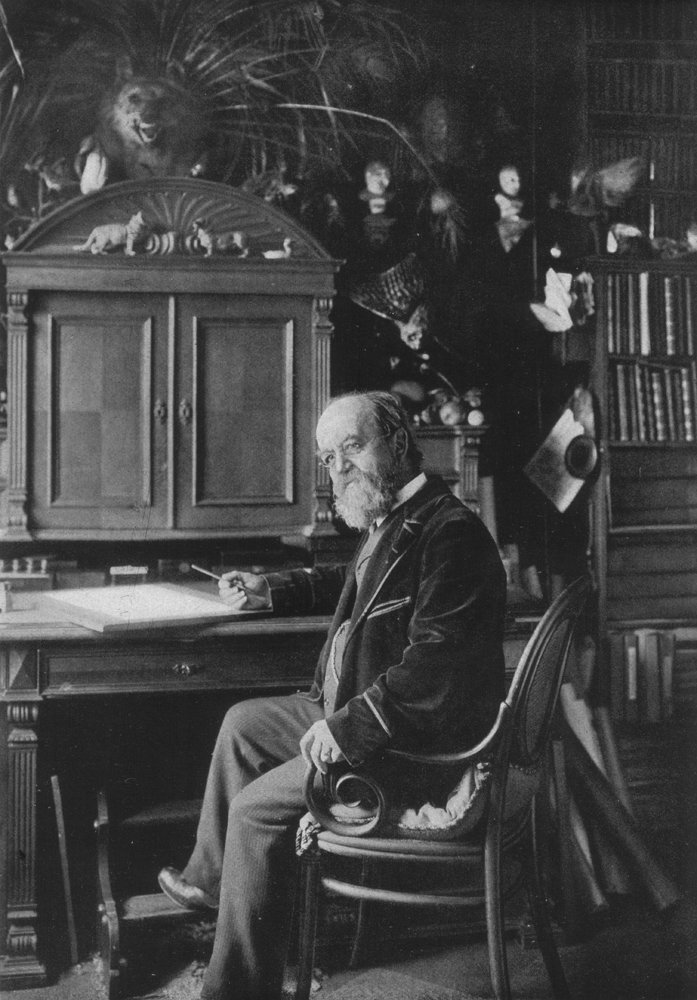
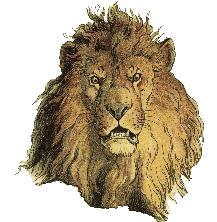
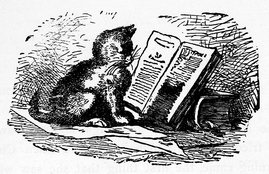
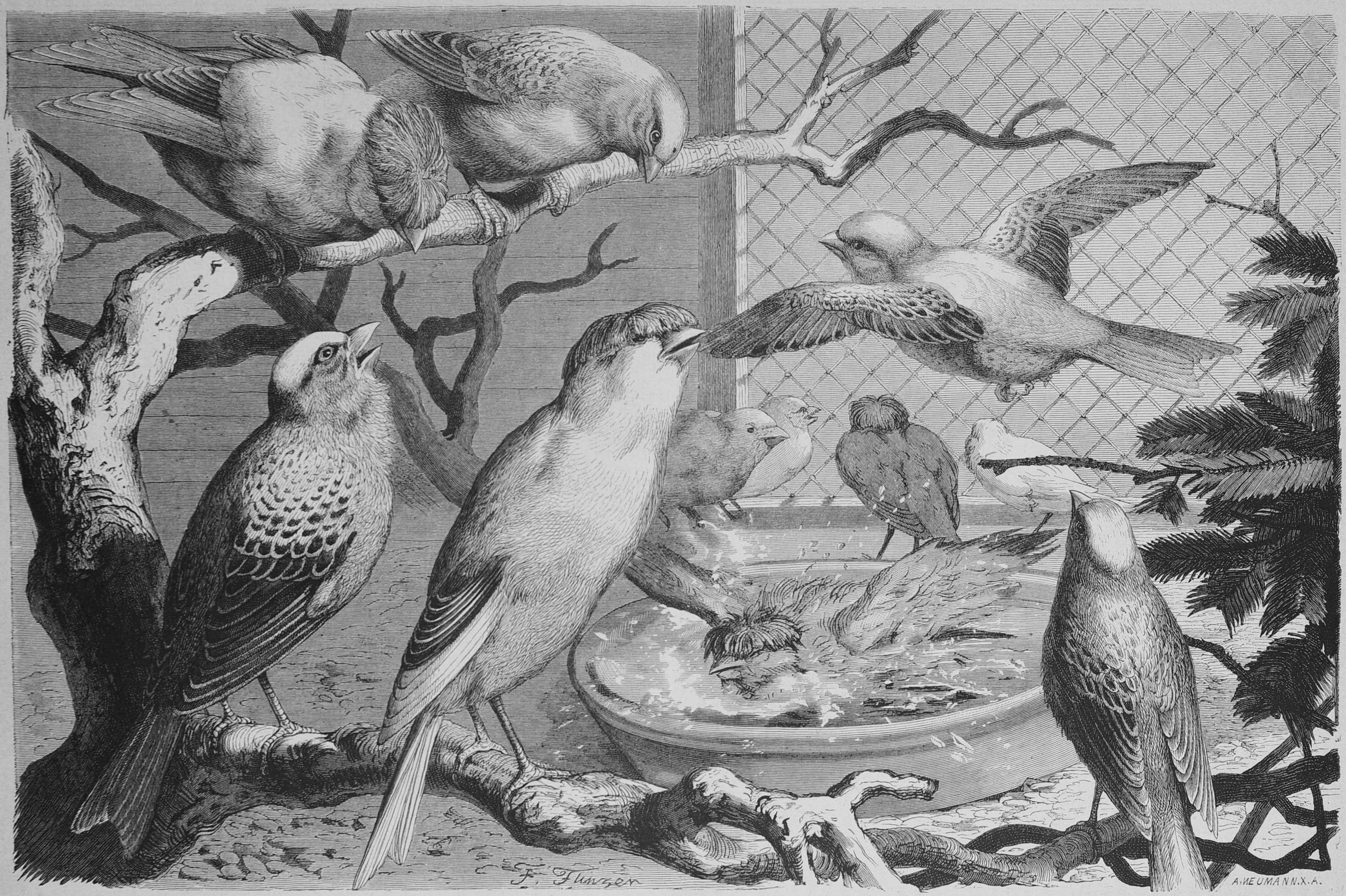
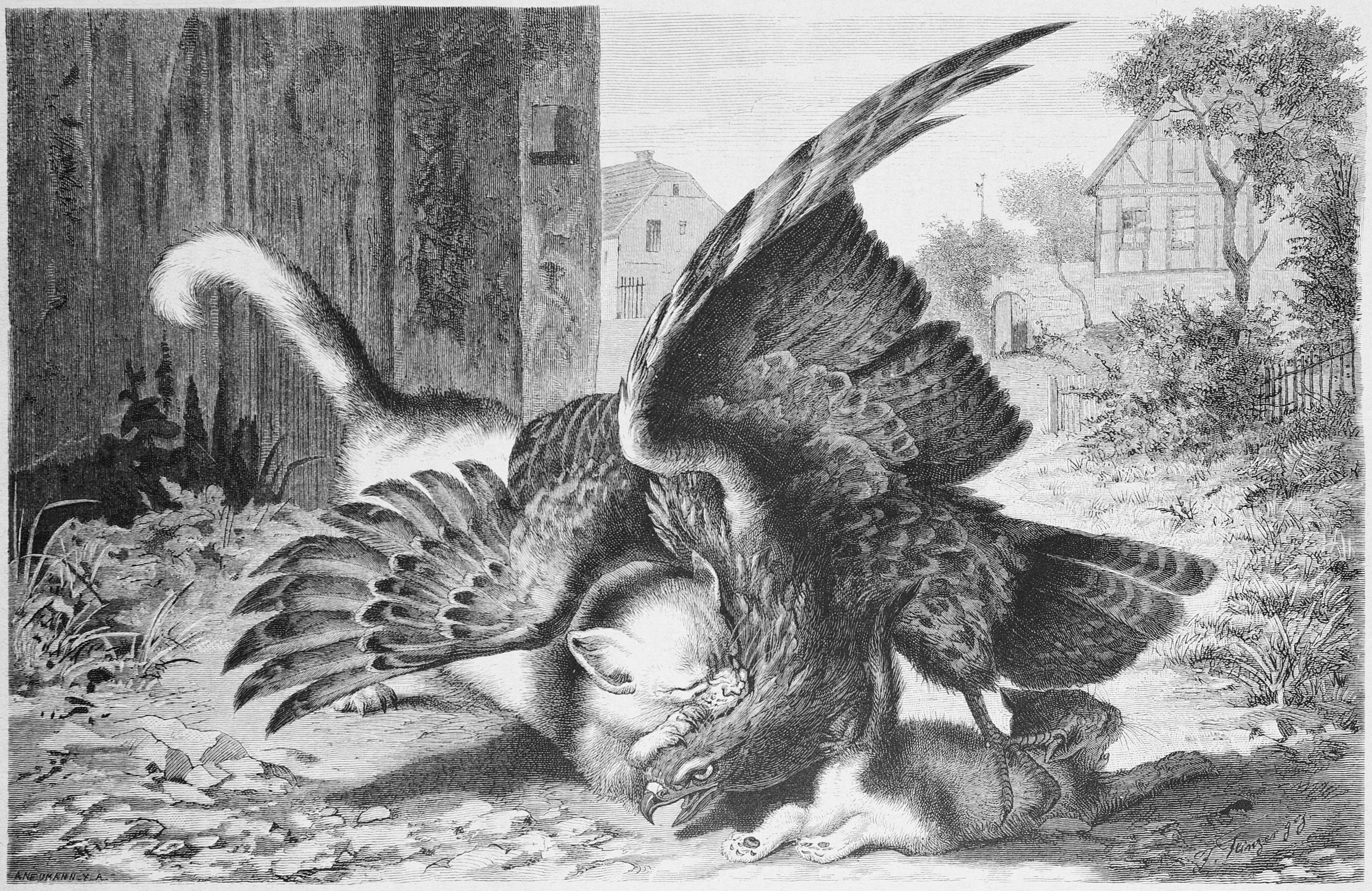
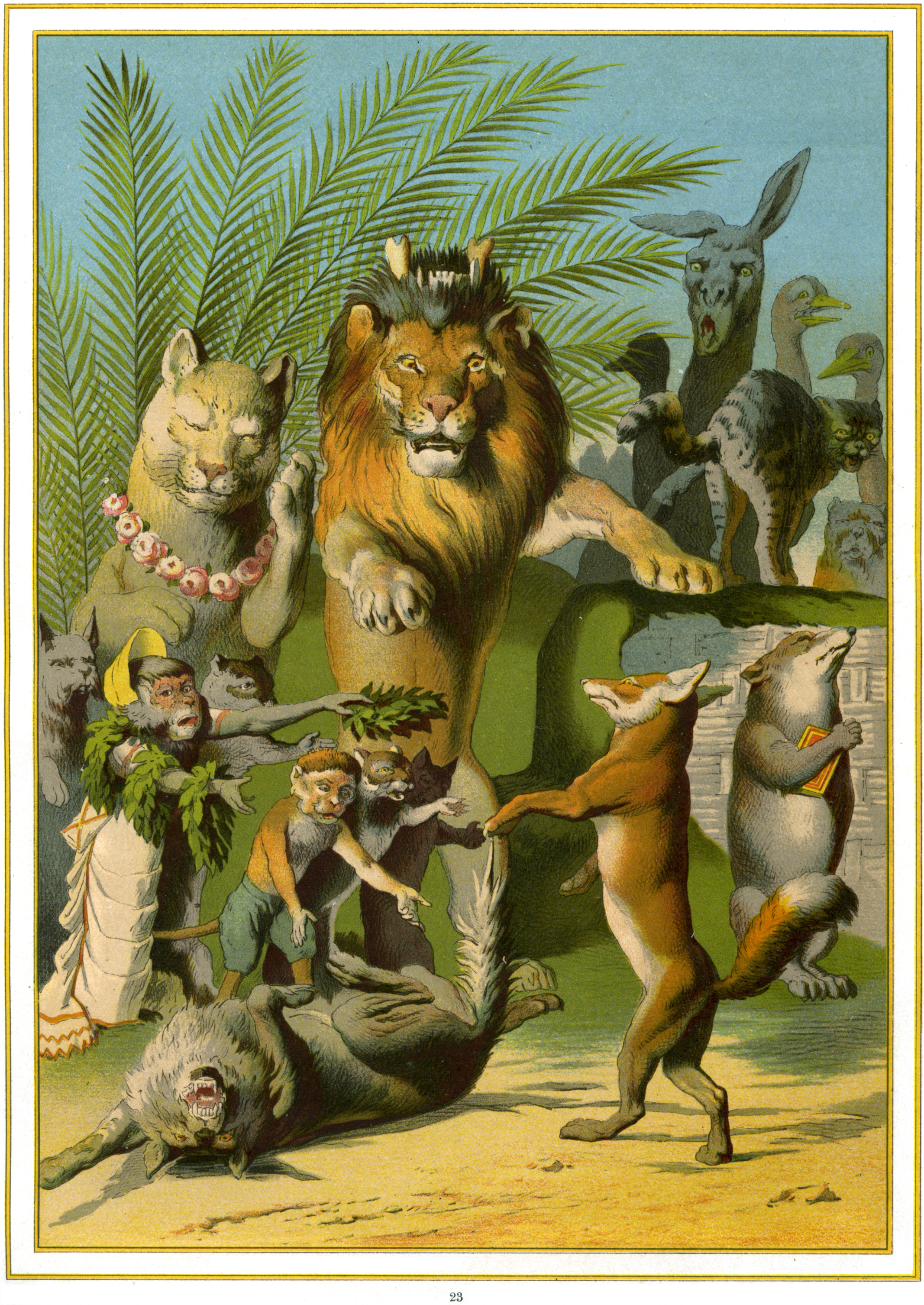
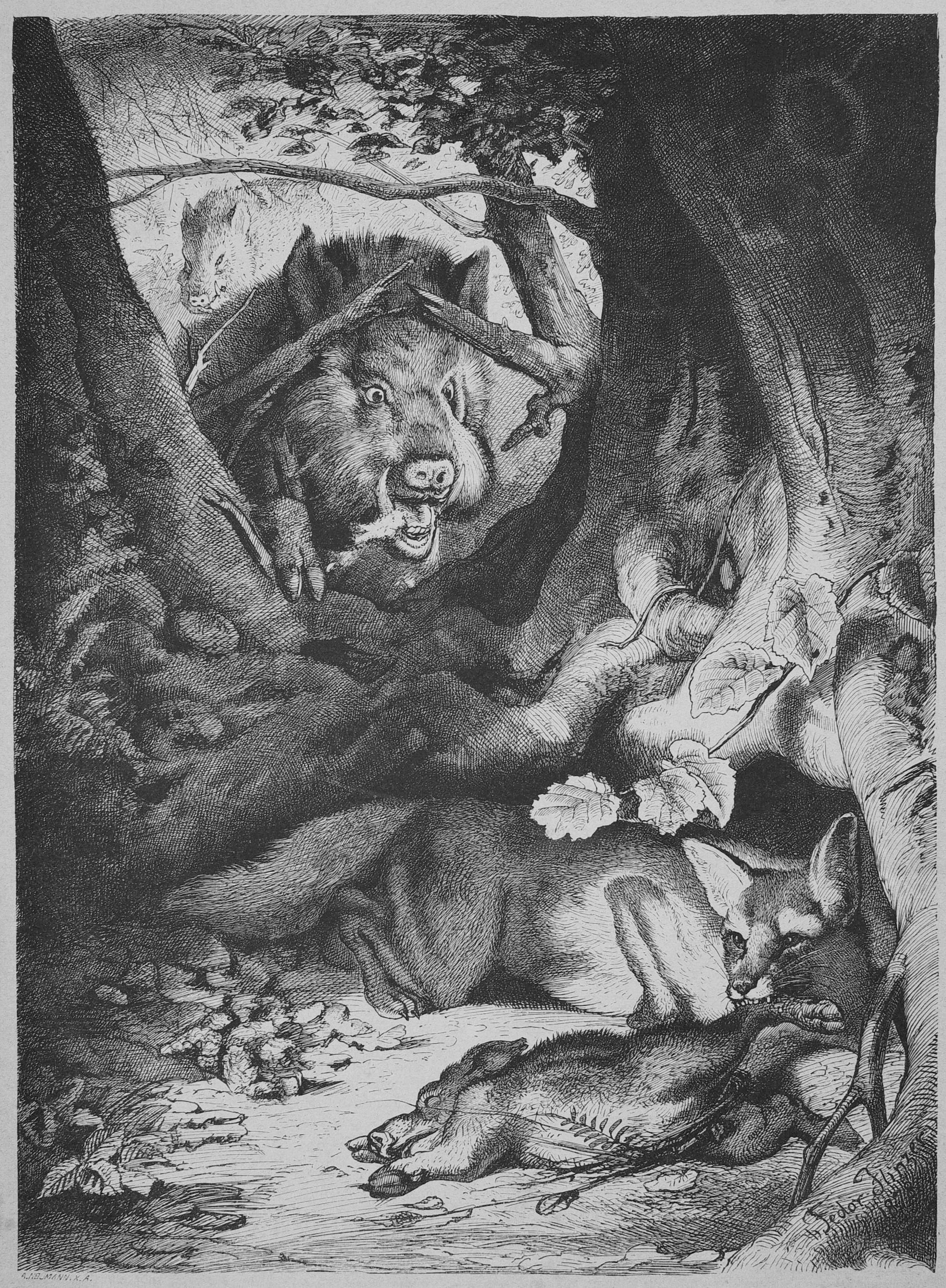
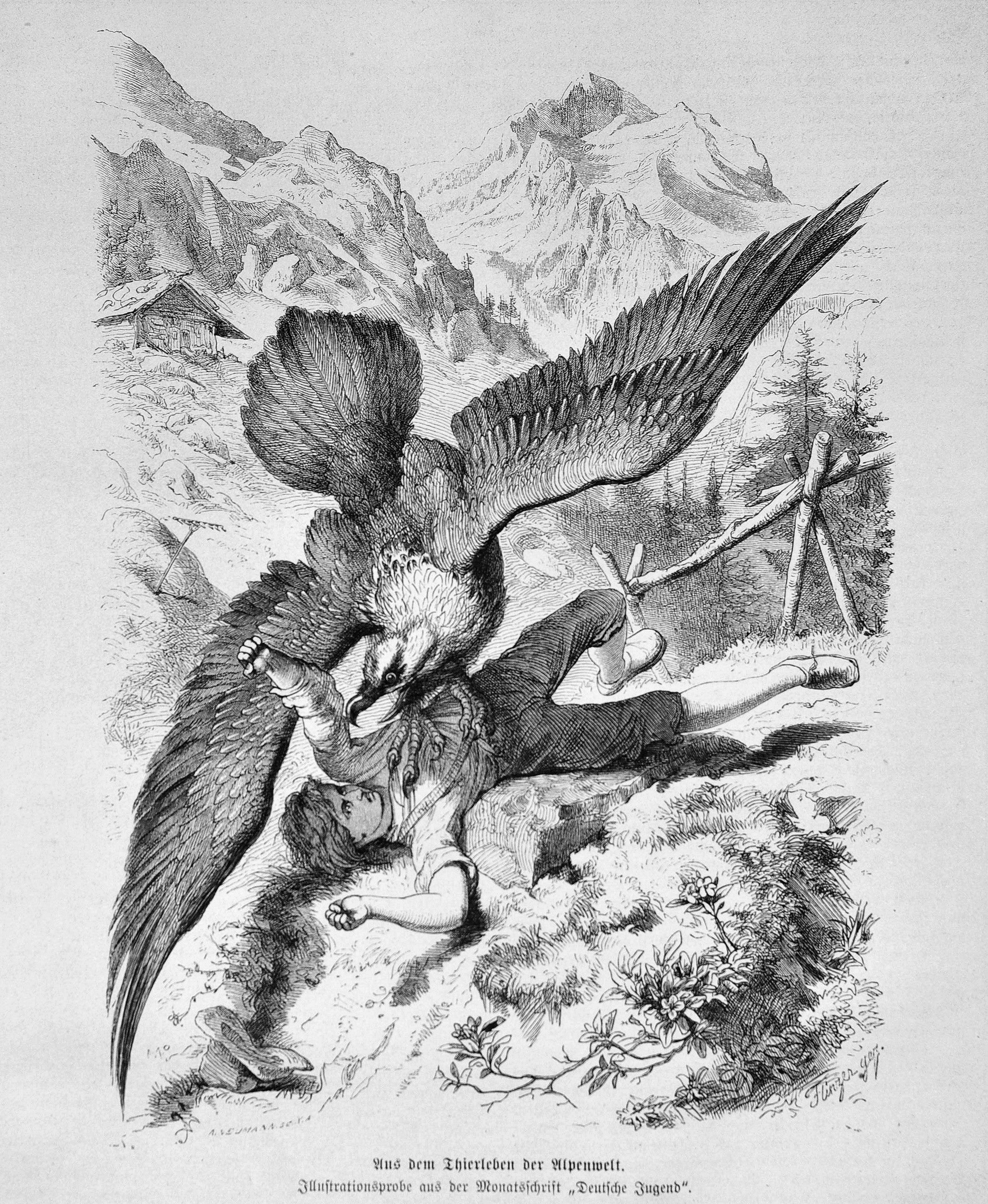
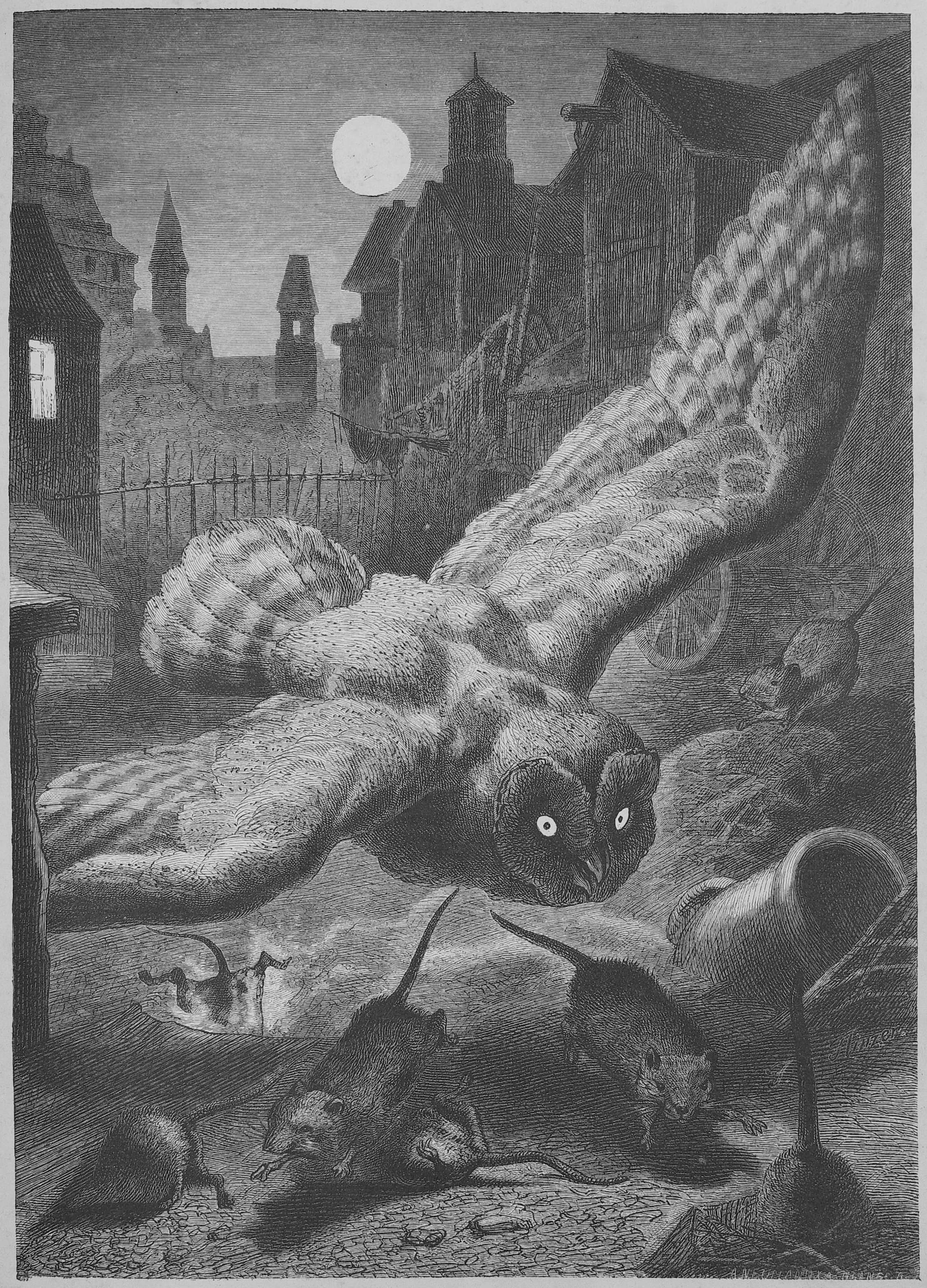
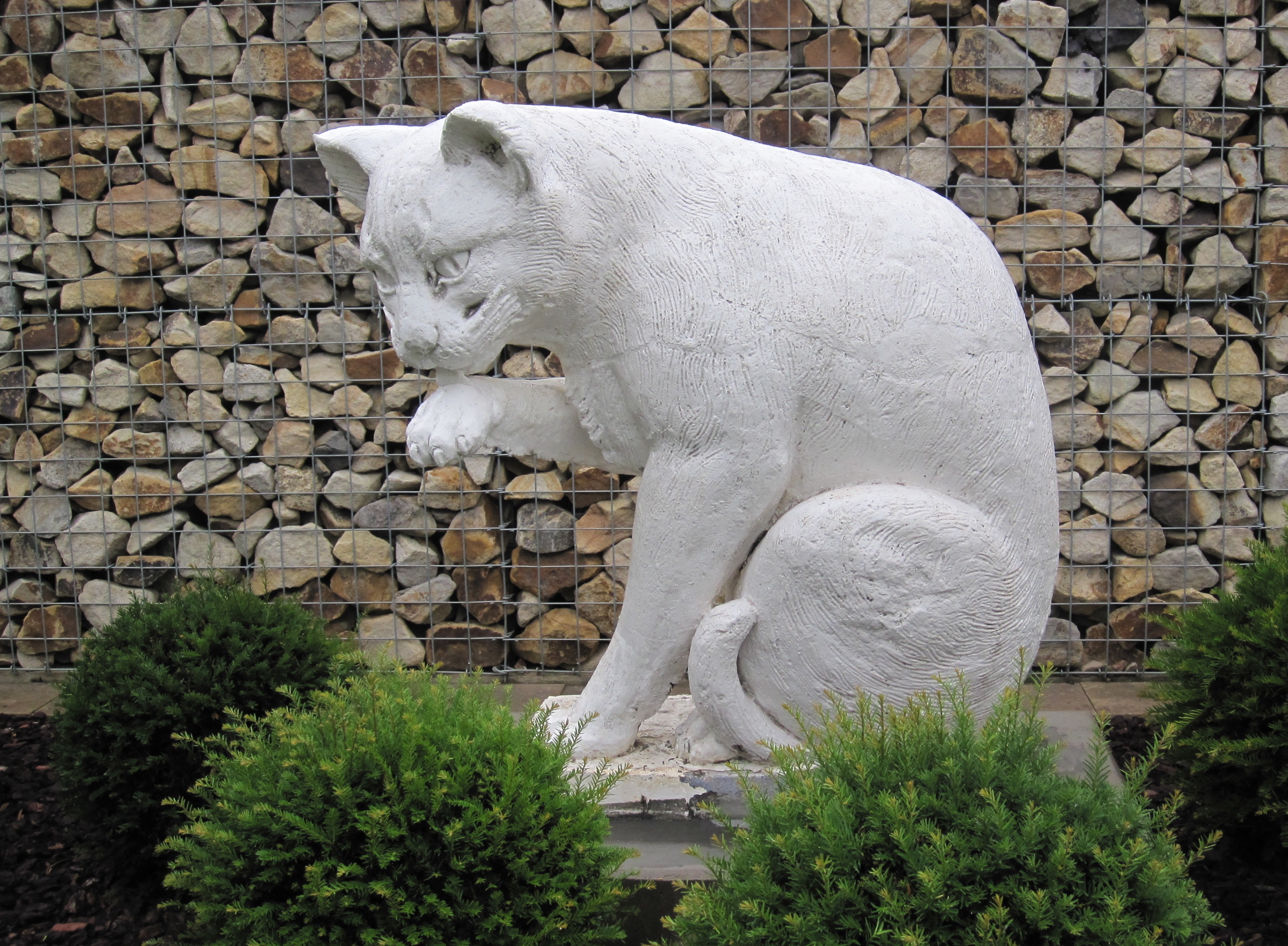
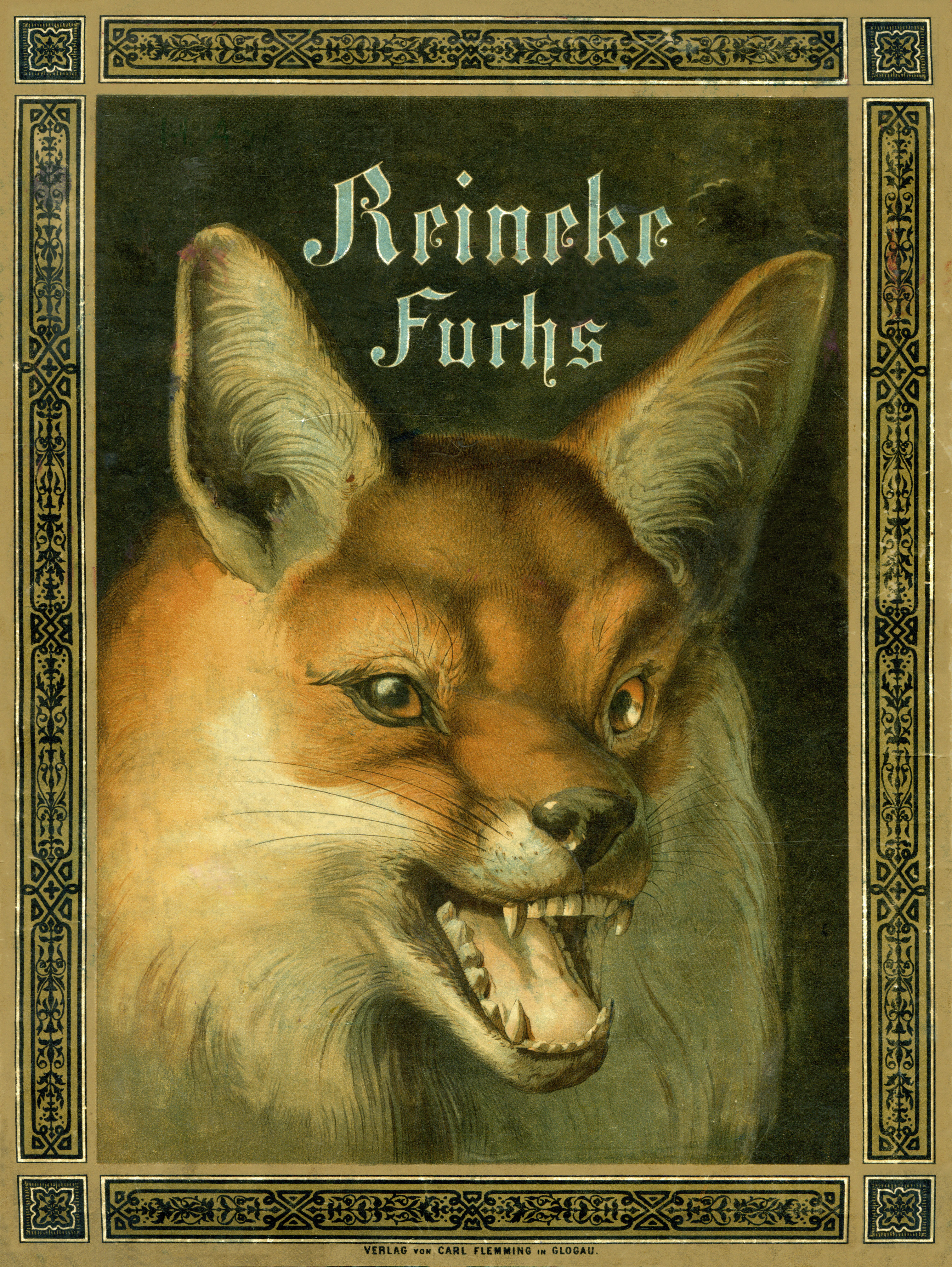
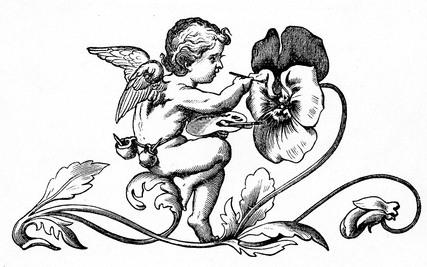
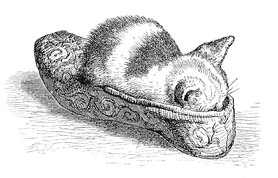
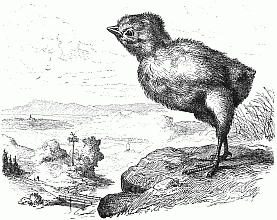
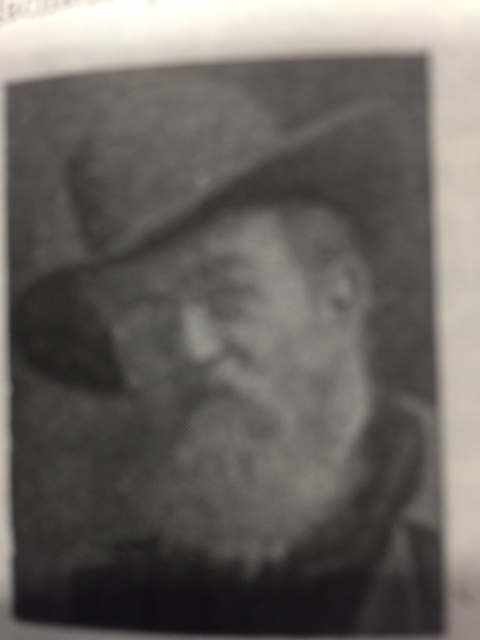
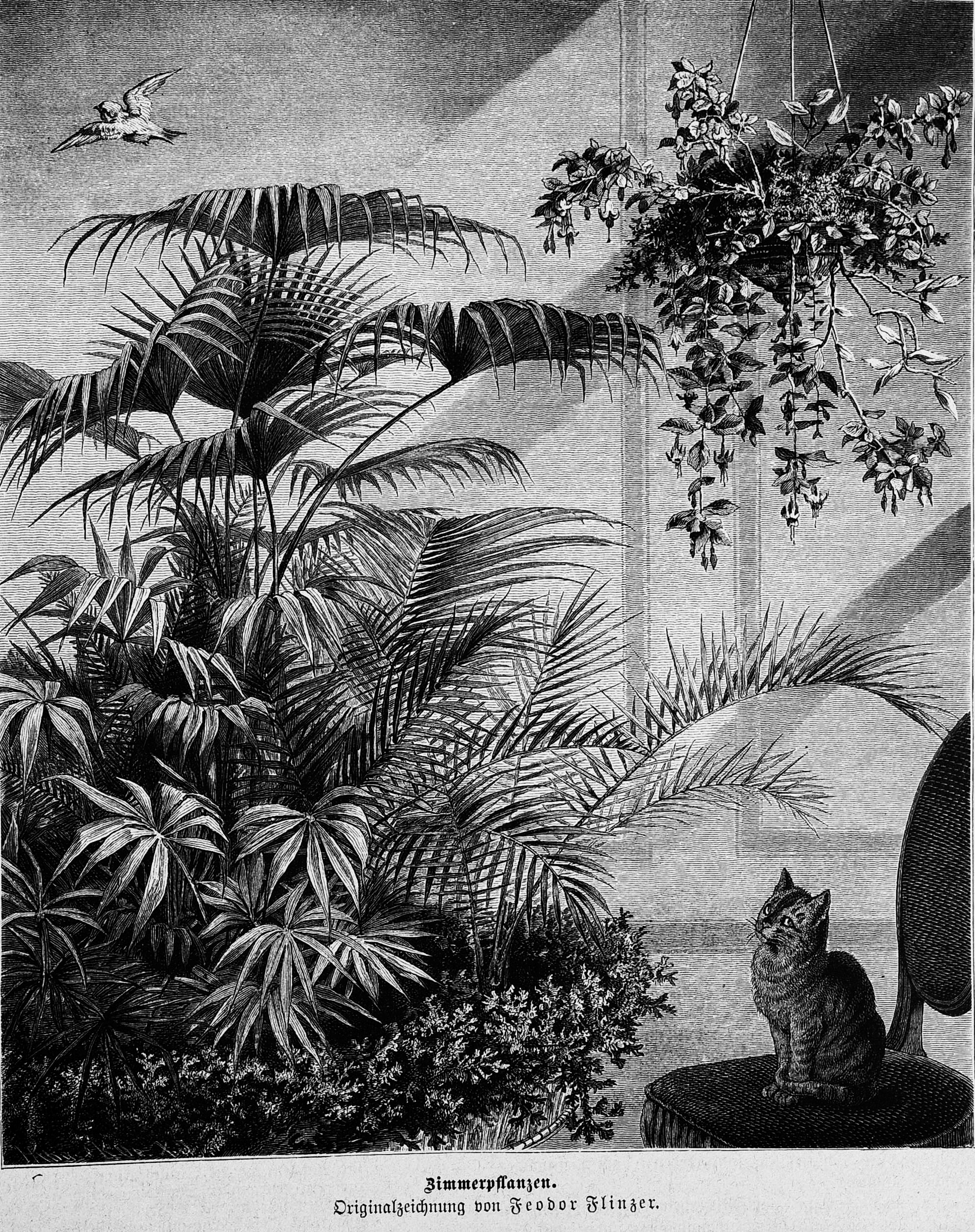
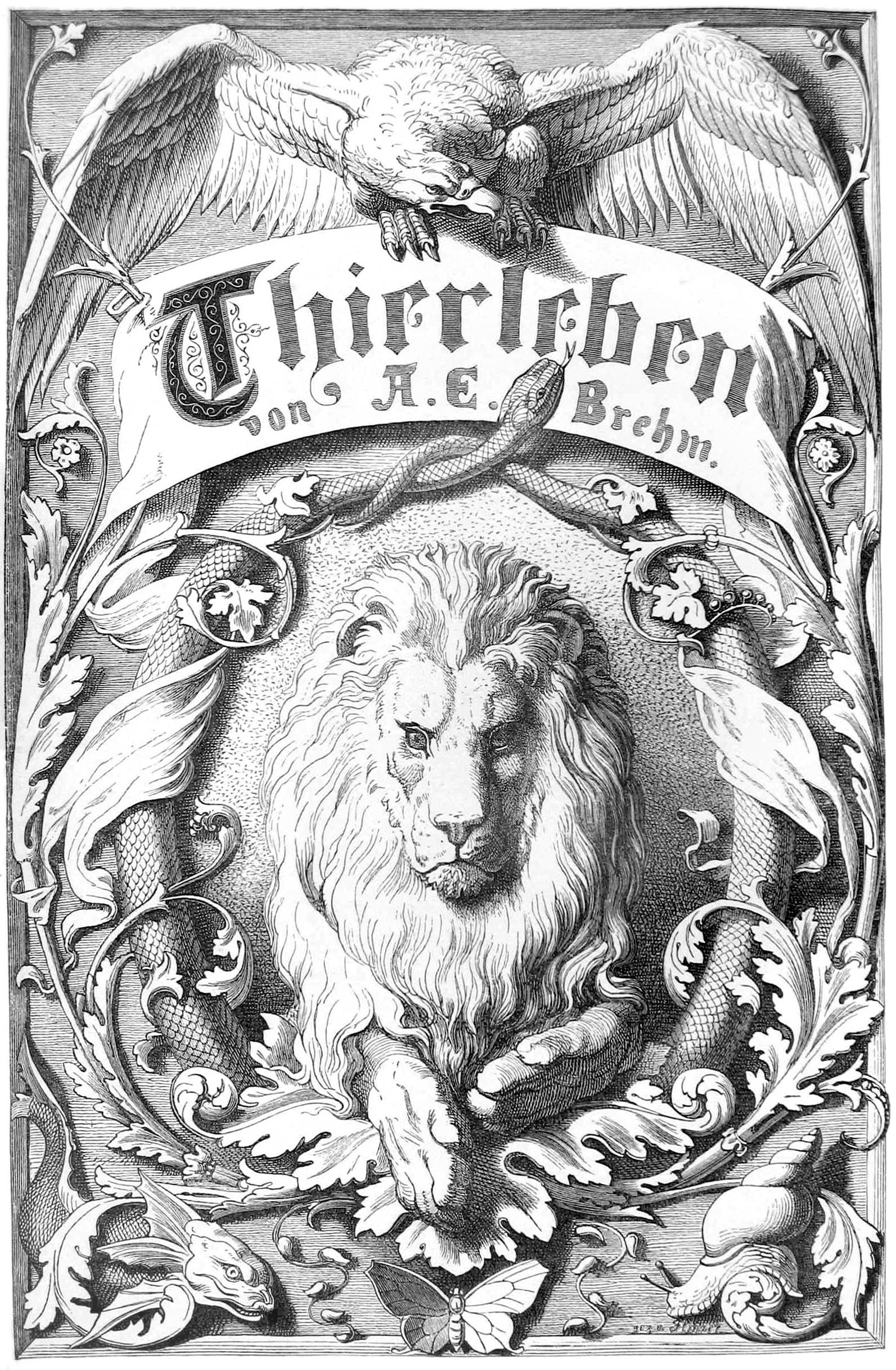

- Datos: Q1400754
- Multimedia: Fedor Flinzer / Q1400754